# ویکتور پوندلنیک
ویکتور پوندلنیک (روسی: Виктор Владимирович Понедельник؛ زادهٔ ۲۲ مهٔ ۱۹۳۷) یک بازیکن فوتبال اهل اتحاد جماهیر شوروی سوسیالیستی است.